# 資生堂

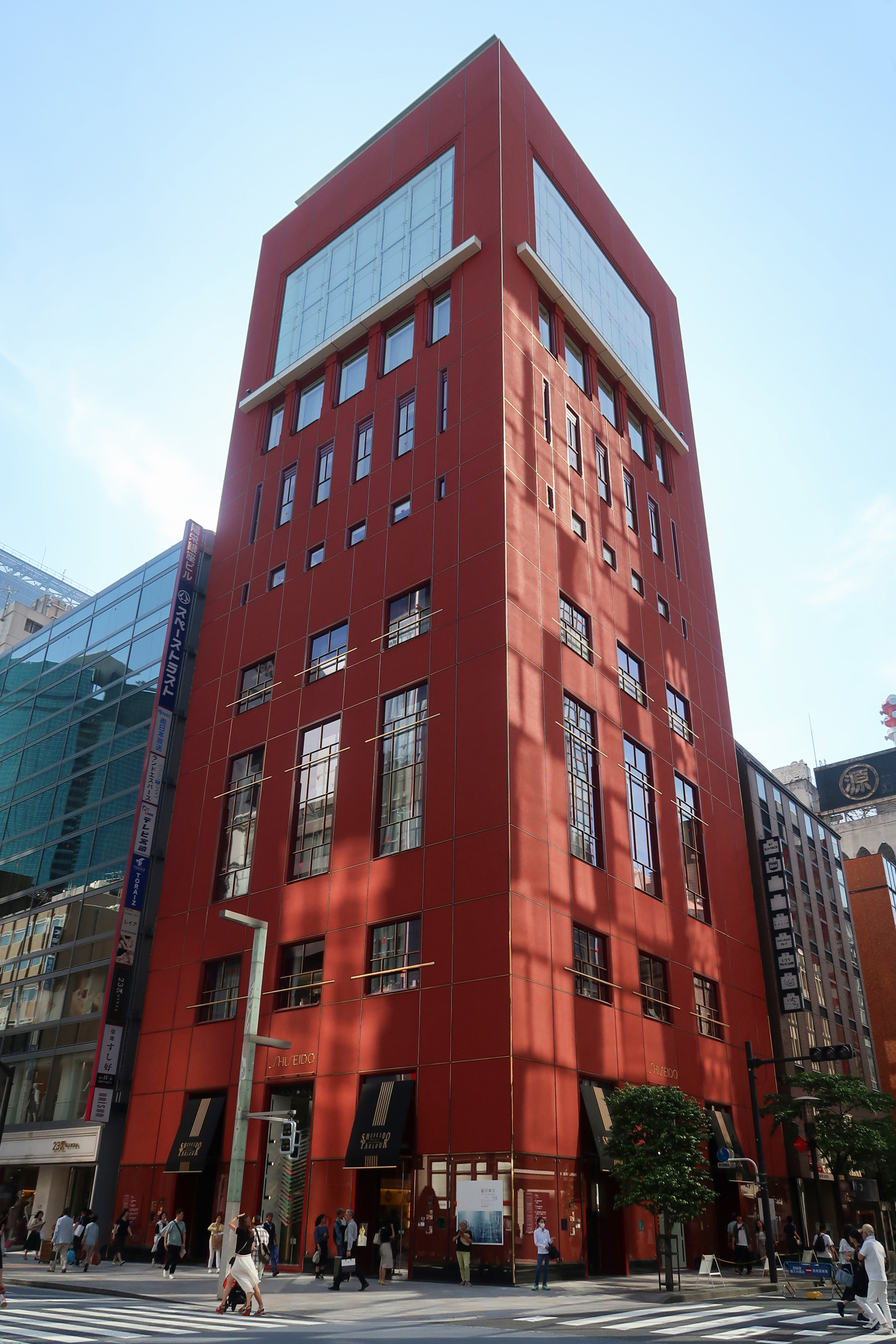
位於東京銀座的「東京銀座資生堂大樓」，內設有資生堂休閒餐廳

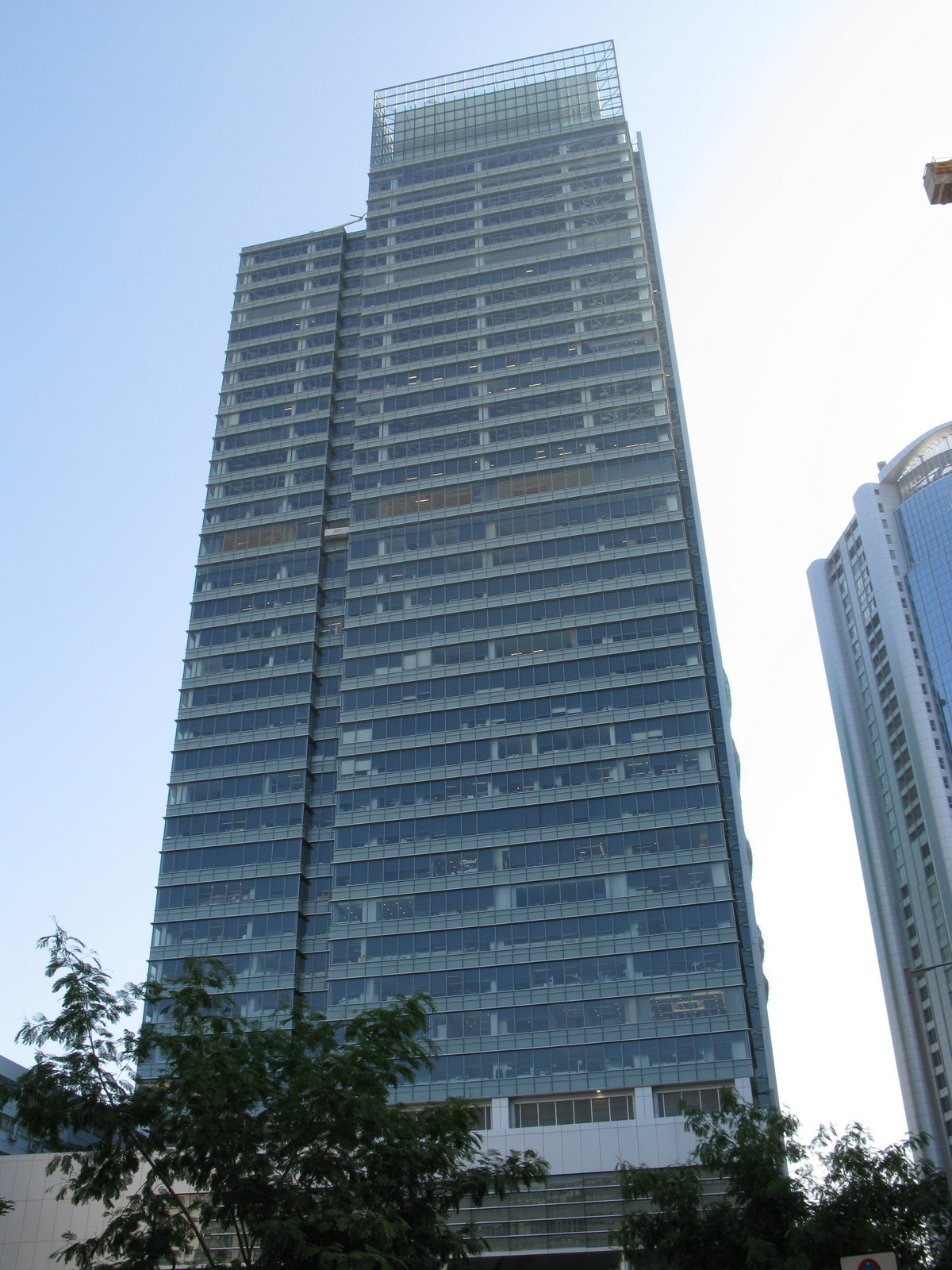
資生堂香港總部位於九龍灣一號九龍

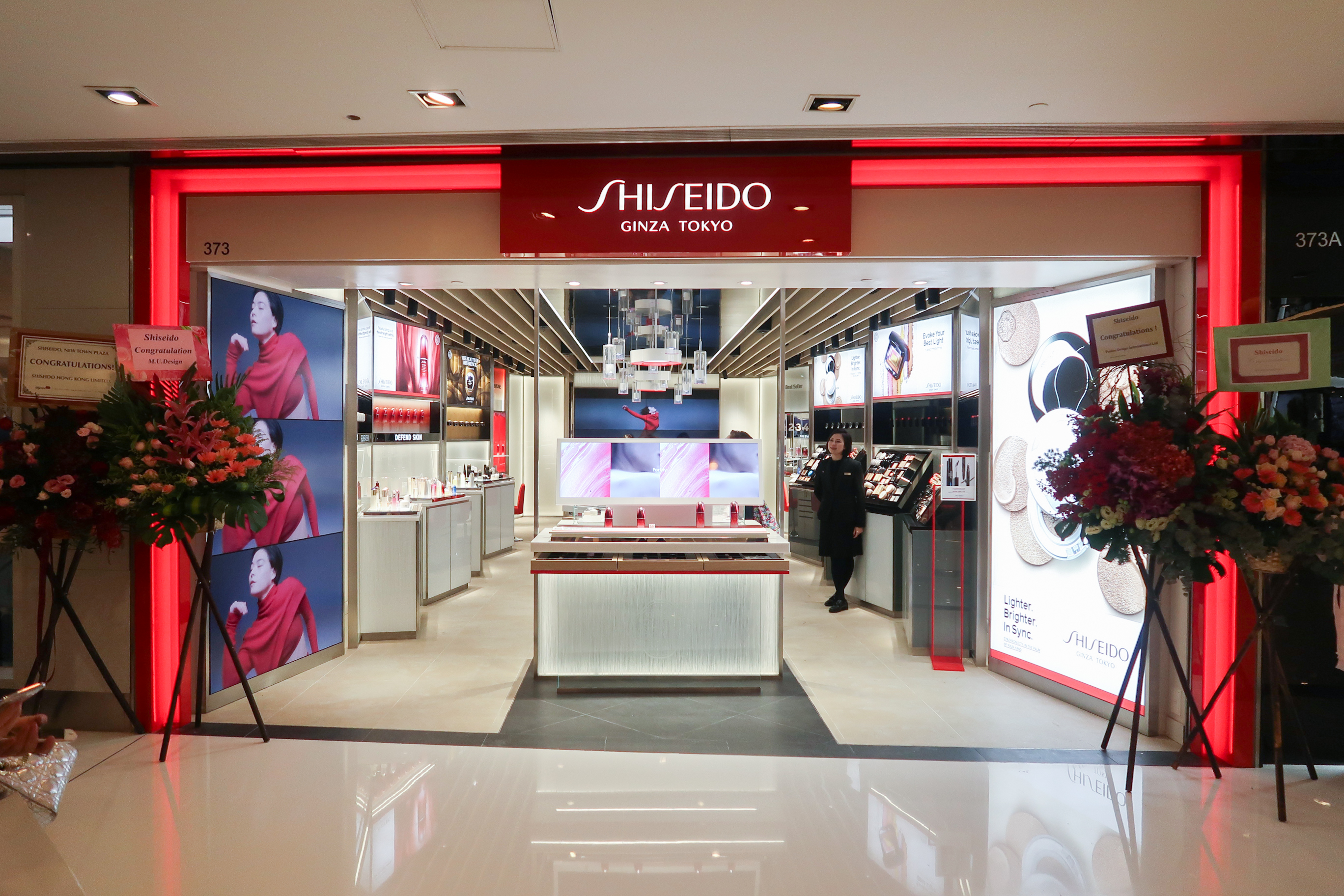
資生堂在香港的分店

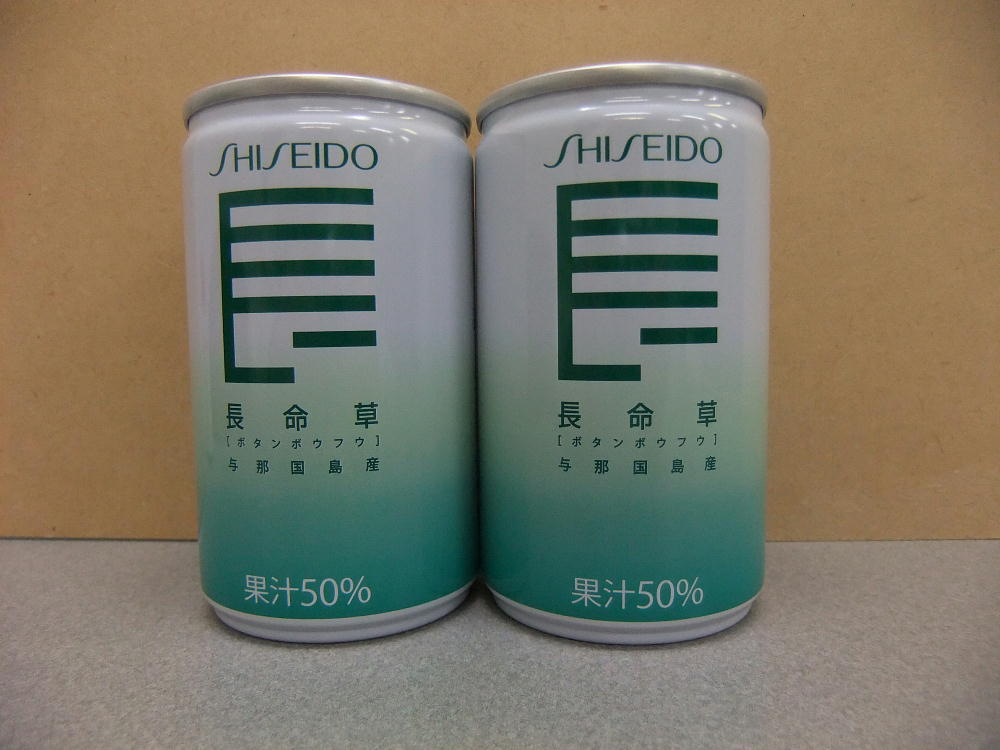
資生堂養身飲料

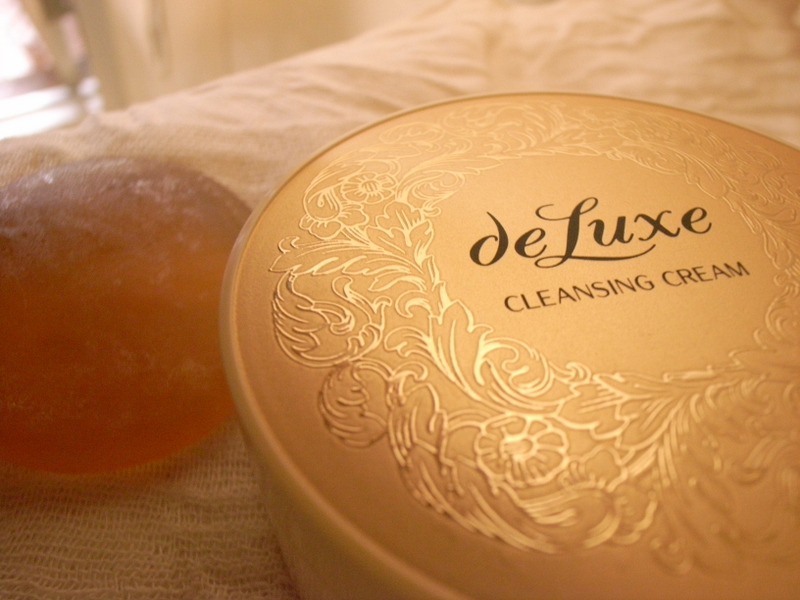
資生堂面餅

資生堂（日语：／ shiseidō */?，發音：[ɕiseꜜːdoː]）是日本一家跨國化妝品及日用品公司，主要在於美妝產品製造、銷售。其名源自中國古籍《易經》之「至哉坤元 萬物資生」。其化妝品市佔率在日本國內排名第一，世界則位居第五。

## 历史
1872年，曾任日本海军药剂师的福原有信在银座创办资生堂药房，并引进当时尚未普及於日本消費市場的西方药品。
1897年，开始其化妆品事业。
1902年，在游历过美国与欧洲后，福原有信将汽水机引进日本並受到热烈欢迎。有鉴于汽水机的成功，资生堂休闲餐厅（Shiseido Parlour）於其後开幕，并引进冰淇淋进行销售。
台灣日治初期 (約莫1910年代之間)，資生堂藥鋪於臺北市府中街四丁目成立，初期為進口西方藥品為主，後陸續販售化妝品。與中山太陽堂、丸見屋並列台灣化妝品業御三家 。
1923年，开始建立其於日本境內的连锁销售网络，所有资生堂的经销商都要经过产品的教育训练，以确保服务的品質。
1927年，改组为股份公司并將其股票上市，由创办人福原有信的儿子福原信三出任主席。
1957年，首间海外分部于臺灣设立（其創辦人為李進枝、李阿淮和李阿青三兄弟），並於隨後前往香港与新加坡发展。
1962年，於夏威夷成立當地首間分部，又在美国成立美国资生堂化妆品「Shiseido Cosmetics America」。
1968年，于意大利成立欧洲分部。
1971年，進入新西兰的消費市場。
1981年，进入中国大陆。
1998年，成立於資生堂大昌行，由大昌行及日本資生堂各持50%股權，主要業務是在香港、澳門及廣東地區銷售資生堂產品。
2010年1月16日，斥資17億美元現金收購美國天然礦物化妝品公司 Bare Escentuals。
2010年5月8日，斥資5億港元收購大昌行於「資生堂大昌行」擁有之50%股本權益。
2019年10月8日資生堂以8.45億美元收購美國護膚品牌 Drunk Elephant。
2021年5月18日，資生堂將個人開架護理產品部門讓渡與CVC Capital Partners，成立 FineToday资生堂 株式会社，同年7月正式開始商業活動，資生堂透過多個公司間接持有新公司35%股權。
2023年1月1日起，FineToday 资生堂株式会社變更公司名稱為 FineToday 株式会社，正式移除Shiseido名稱，但與資生堂仍維持契約關係。

## 旗下品牌

### 專櫃
- ANESSA
- ELIXIR 怡麗絲爾
- d program 敏感話題
- IPSA
- dicila
- NARS（英语：NARS Cosmetics）
- BENEFIQUE 碧麗妃
- ettusais 艾杜紗
- Drunk Elephant
- Clé de Peau Beauté 肌膚之鑰
- bareMinerals
- 蘿拉蜜思（英语：Laura Mercier Cosmetics）
- PERFECT COVER
- Tory Burch Beauty
- 三宅一生 香水特許經營權
- narciso rodriguez 香水特許經營權
- Serge Lutens 蘆丹氏（英语：Serge Lutens）
- AUPRES 歐珀萊
- HAKU
- REVITAL 莉薇特麗
- URARA 悠萊
- Alaia Paris 香水特許經營權
- Zadig & Voltaire 香水特許經營權
- MAQuillAGE 心機彩妝

### 開架類
開架個人護理產品部門，於2021年7月由資生堂分割設立FineToday Shiseido 公司，資生堂轉為間接持股。
- Intergrate
- ZA
- MAJOLICA MAJORCA 戀愛魔境
- 專科
- AQUA LABEL
- GRACY
- PRIOR
- PURE&MILD 泊美
- The Collagen
- UNO
- AQUAIR 阿葵亞
- fino
- TSUBAKI 思波綺
- Super Mild
- Sea Breeze

## 代言人
- 伊東美咲
- 篠原涼子
- 蛯原友里
- 栗山千明
- 白石麻衣
- 水原希子
- 長谷川潤
- 賴雅妍
- 李嘉欣
- 陳慧琳
- 周慧敏
- 孫儷
- 方芳芳
- Lady Gaga
- 關詩敏
- 蔡依林
- 劉亦菲
- 林俊傑
- 李沁
- 周深
- 團時朗
- 姜濤
- 盧瀚霆
- 陳卓賢
- 呂爵安
- 鄭秀妍
- 朴敏英
- BLACKPINK[10]

## 外部連結
- 資生堂（美國） （页面存档备份，存于）（英文）
  - SHISEIDO的Facebook專頁
  - shiseido的Instagram帳戶
  - YouTube上的SHISEIDO_USA頻道
- 資生堂（日本） （页面存档备份，存于）（日語）
  - Shiseido Group 資生堂的Facebook專頁
  - YouTube上的資生堂 Shiseido Co., Ltd.頻道
- 資生堂（臺灣） （页面存档备份，存于）（繁體中文）
  - SHISEIDO 資生堂國際櫃的Facebook專頁
  - SHISEIDO的Instagram帳戶
  - YouTube上的資生堂國際櫃SHISEIDO頻道
- watashi+ 資生堂集團美妝購物網 (臺灣) （页面存档备份，存于）（繁體中文）
  - watashi+ 資生堂集團美妝購物網的 Facebook 專頁的Facebook專頁
  - watashi+ 資生堂集團美妝購物網的 Instagram 帳戶的Instagram帳戶
- 资生堂中国 （页面存档备份，存于）（简体中文）
  - 资生堂中国的新浪微博
- 資生堂（香港） （页面存档备份，存于）（繁體中文）
  - SHISEIDO的Facebook專頁
  - YouTube上的SHISEIDOHongKong頻道
- 资生堂官网 （页面存档备份，存于）（简体中文）
  - SHISEIDO资生堂官方微博的新浪微博
- 資生堂（韓國） （页面存档备份，存于）
  - SHISEIDO的Facebook專頁
  - YouTube上的SHISEIDO_Korea 頻道